# Gare d'Okegem
La gare d'Okegem est une gare ferroviaire belge de la ligne 90, de Denderleeuw à Jurbise, située à Okegem section de la ville de Ninove, dans la province de Flandre-Orientale en région flamande.
C'est une halte voyageurs de la Société nationale des chemins de fer belges (SNCB) desservie par des trains Suburbains (S6) et Heure de pointe (P).

## Situation ferroviaire
Établie à 22 m d'altitude, la gare d'Okegem est située au point kilométrique (PK) 4,300 de la ligne 90, de Denderleeuw à Jurbise, entre les gares d'Iddergem et de Ninove.

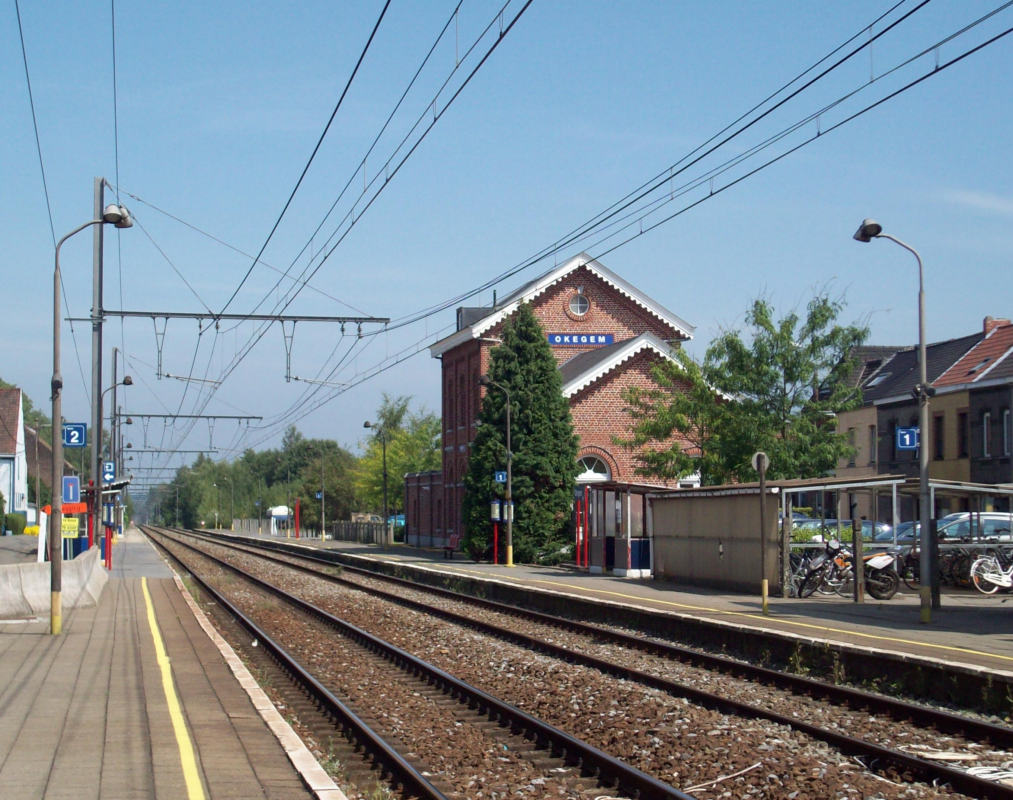
Intérieur de la halte.

## Histoire
En 1856, lorsque la Compagnie du chemin de fer de Dendre-et-Waes met en service la ligne d'Alost à Grammont et Ath, il n'y a aucune gare entre Denderleeuw et Ninove.
La gare d'Okegem ouvre en 1869 et un modeste bâtiment provisoire à un étage lui est adjoint.
Ces gares provisoires dont plusieurs furent édifiées en Belgique étaient construites, dans le cas d'Okegem, avec une charpente à pans de bois hourdies de briques. La toiture est une toiture sous bâtière avec un pignon central en bois, cinq portes côté quai et aucune autre fenêtre sur les autres murs. L'intérieur consiste en un magasin pour les colis et bagages à une extrémité, le bureau et le guichet au centre et une salle d'attente au niveau des deux dernières travées.
En 1895, ce premier bâtiment est démoli pour faire place à une gare de plan type 1881. Ce type de gare était très répandu en Belgique et fut construit à 84 exemplaires sur tout le territoire belge. Il s’agissait d’une variante de ce plan de gare avec une aile de trois travées disposée à gauche, identique à 24 autres gares.
Un abri de quai en brique et une halle à marchandises lui ont été adjointes et à une date inconnue, le pignon de l’aile servant de salle d’attente a reçu deux portes. La halle à marchandises qui datait également de 1895 a désormais disparu, contrairement à la gare et à l’abri qui sont classés depuis 1997.
Les guichets de la gare sont désormais fermés et la gare a accueilli un restaurant. Elle est en excellent état et est restée proche de l’origine.
En 2013, les quais ont été surélevés et pavés.

## Service des voyageurs

### Accueil
Halte SNCB, c'est un point d'arrêt non géré (PANG) à accès libre.
La traversée des voies et le passage d'un quai à l'autre s'effectuent par le passage à niveau routier.
En plus de l’abri ancien, il existe deux petits abris de quais de type Isobelec. Il n’y a plus de marquise au bâtiment de la gare.

### Desserte
Okegem est desservie par des trains Suburbains (S6) et Heure de pointe (P) de la SNCB, qui effectuent des missions sur la ligne commerciale 90 (voir brochures SNCB,).
En semaine, la desserte repose sur des trains S6 circulant entre Denderleeuw et Schaerbeek via Grammont, renforcés par :
- trois trains P reliant Grammont à Gand-Saint-Pierre (le matin) ;
- deux trains P reliant Gand-Saint-Pierre à Grammont (l’après midi) ;
- sept trains P ou S6 reliant Grammont à Denderleeuw (cinq le matin, un vers midi, et un l’après midi) ;
- cinq trains P ou S6 reliant Denderleeuw à Grammont (un le matin, et quatre l’après midi).

Les week-ends et jours fériés, la desserte est constituée de trains S6 roulant entre Denderleeuw et Schaerbeek via Grammont.

### Intermodalité
Un parking pour les véhicules y est aménagé. Il existe également un abri à vélos près du bâtiment de la gare.

## Comptage voyageurs
Ce graphique et tableau montre le nombre de voyageurs embarquant en moyenne durant la semaine, le samedi et le dimanche.
| Nombre de passagers qui embarquent à la gare d'Okegem | Nombre de passagers qui embarquent à la gare d'Okegem | Nombre de passagers qui embarquent à la gare d'Okegem | Nombre de passagers qui embarquent à la gare d'Okegem |
|                                                       | Semaine                                               | Samedi                                                | Dimanche                                              |
| ----------------------------------------------------- | ----------------------------------------------------- | ----------------------------------------------------- | ----------------------------------------------------- |
| 1977                                                  | 612                                                   | 101                                                   | 60                                                    |
| 1978                                                  | 525                                                   | 55                                                    | 42                                                    |
| 1979                                                  | 451                                                   | 57                                                    | 43                                                    |
| 1980                                                  | 498                                                   | 65                                                    | 33                                                    |
| 1981                                                  | 470                                                   | 61                                                    | 80                                                    |
| 1982                                                  | 521                                                   | 51                                                    | 61                                                    |
| 1983                                                  | 452                                                   | 30                                                    | 36                                                    |
| 1984                                                  | 546                                                   | 66                                                    | 48                                                    |
| 1985                                                  | 606                                                   | 57                                                    | 73                                                    |
| 1986                                                  | 418                                                   | 40                                                    | 29                                                    |
| 1987                                                  | 407                                                   | 40                                                    | 37                                                    |
| 1988                                                  | 504                                                   | 40                                                    | 44                                                    |
| 1989                                                  | 414                                                   | 31                                                    | 30                                                    |
| 1990                                                  | 428                                                   | 48                                                    | 55                                                    |
| 1991                                                  | 443                                                   | 60                                                    | 56                                                    |
| 1992                                                  | 441                                                   | 66                                                    | 59                                                    |
| 1993                                                  | 280                                                   | 59                                                    | 39                                                    |
| 1994                                                  | 271                                                   | 49                                                    | 49                                                    |
| 1995                                                  | 207                                                   | 57                                                    | 40                                                    |
| 1996                                                  | 231                                                   | 63                                                    | 32                                                    |
| 1997                                                  | 236                                                   | 32                                                    | 35                                                    |
| 1998                                                  | 287                                                   | 59                                                    | 26                                                    |
| 1999                                                  | 180                                                   | 43                                                    | 22                                                    |
| 2000                                                  | 250                                                   | 63                                                    | 34                                                    |
| 2001                                                  | 220                                                   | 44                                                    | 32                                                    |
| 2002                                                  | 230                                                   | 44                                                    | 41                                                    |
| 2003                                                  | 205                                                   | 58                                                    | 43                                                    |
| 2004                                                  | 233                                                   | 56                                                    | 30                                                    |
| 2005                                                  | 212                                                   | 48                                                    | 38                                                    |
| 2006                                                  | 218                                                   | 38                                                    | 26                                                    |
| 2007                                                  | 221                                                   | 50                                                    | 26                                                    |
| 2008                                                  | -                                                     | -                                                     | -                                                     |
| 2009                                                  | 185                                                   | 49                                                    | 45                                                    |
| 2010                                                  | -                                                     | -                                                     | -                                                     |
| 2011                                                  | -                                                     | -                                                     | -                                                     |
| 2012                                                  | 180                                                   | 68                                                    | 36                                                    |
| 2013                                                  | 211                                                   | 48                                                    | 32                                                    |
| 2014                                                  | 203                                                   | 15                                                    | 16                                                    |
| 2015                                                  | 220                                                   | 63                                                    | 35                                                    |
| 2016                                                  | 218                                                   | 61                                                    | 35                                                    |
| 2017                                                  | 214                                                   | 62                                                    | 33                                                    |
| 2018                                                  | 198                                                   | 58                                                    | 35                                                    |
| 2019                                                  | 209                                                   | 57                                                    | 48                                                    |
| 2020                                                  | 162                                                   | 43                                                    | 41                                                    |
| 2021                                                  | -                                                     | -                                                     | -                                                     |
| 2022                                                  | 347                                                   | 115                                                   | 160                                                   |
| 2023                                                  | 317                                                   | 84                                                    | 72                                                    |
| 2024                                                  | 326                                                   | 121                                                   | 67                                                    |

## Galerie de photos

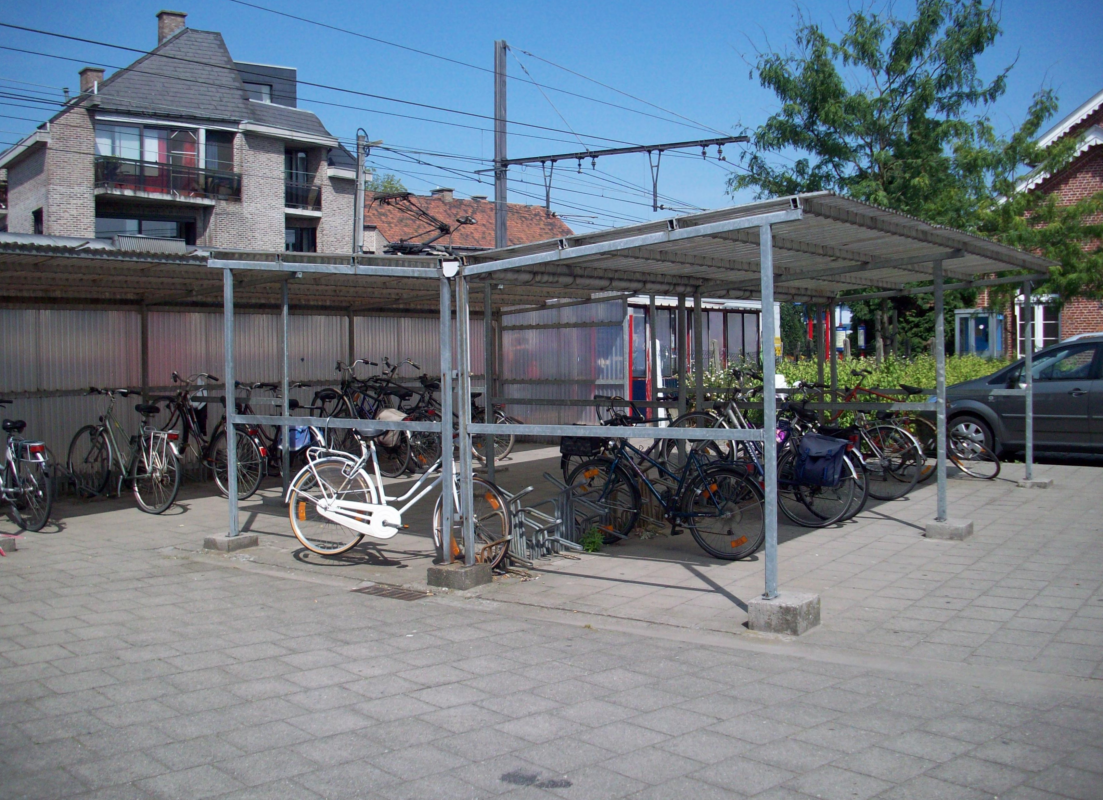
Parc à vélos.
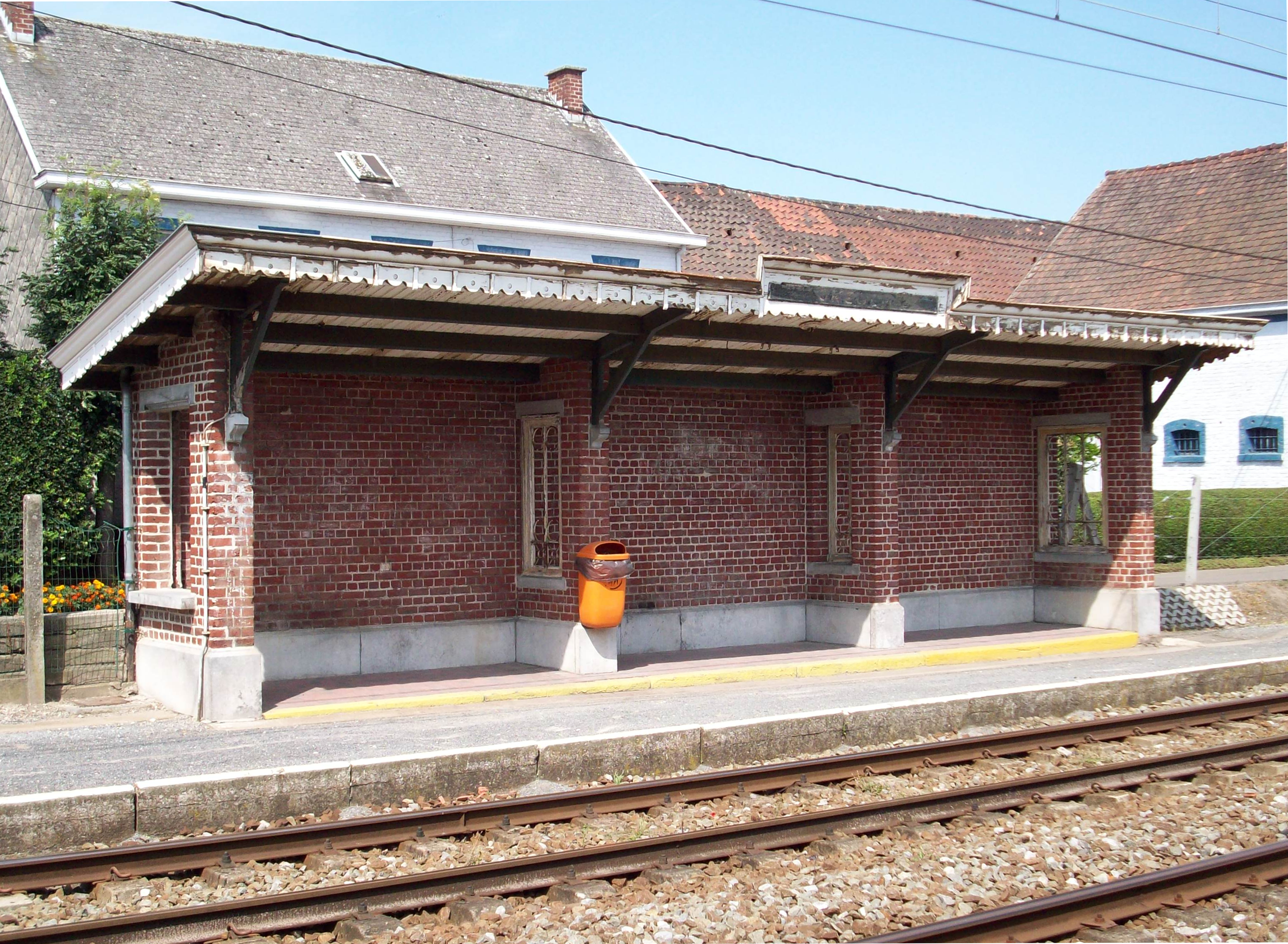
Abri de quai.
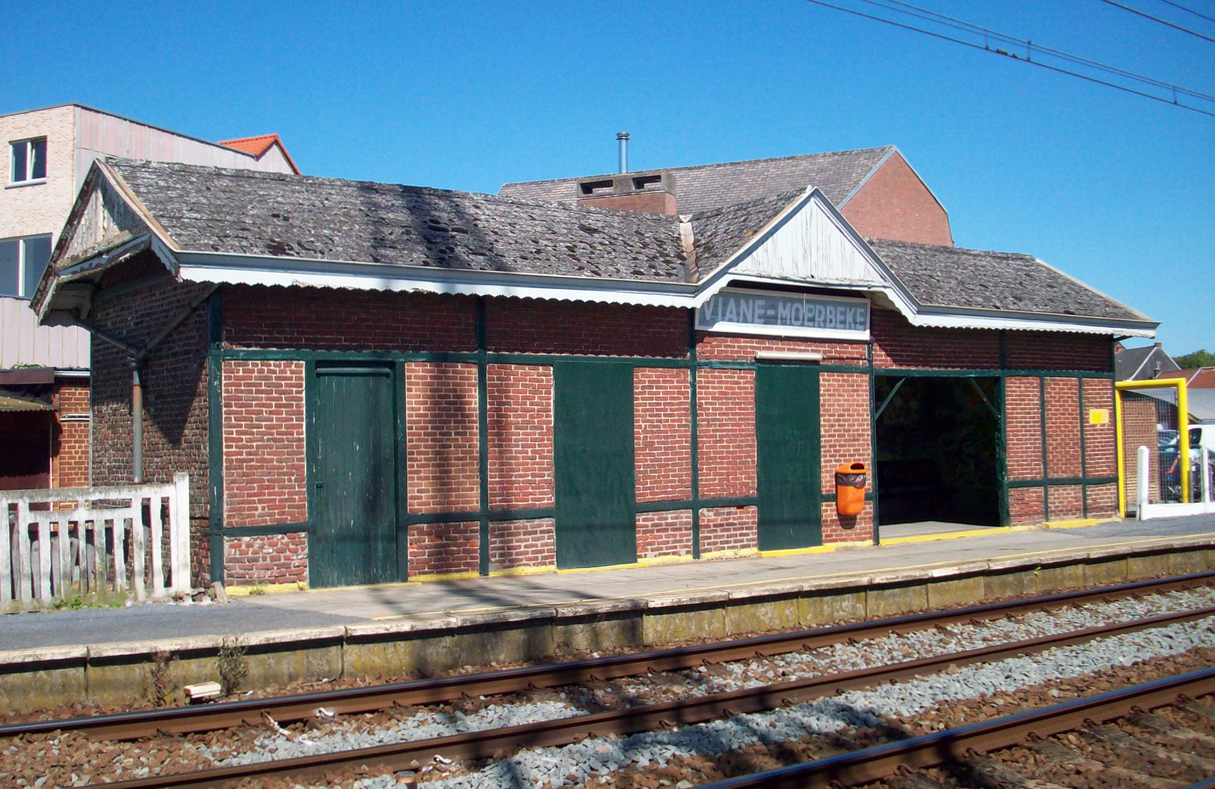
Ancienne gare provisoire de Viane-Moerbeke identique à la première gare d'Okegem.